# انتون پروین
انتون پروین (انگلیسی: Anton Perwein; ۱۰ نوامبر ۱۹۱۱ – ۱۴ دسامبر ۱۹۸۱) بازیکن هندبال اهل اتریش بود.